# Physconia
Physconia — рід лишайників родини Physciaceae. Назва вперше опублікована 1965 року.

## Галерея

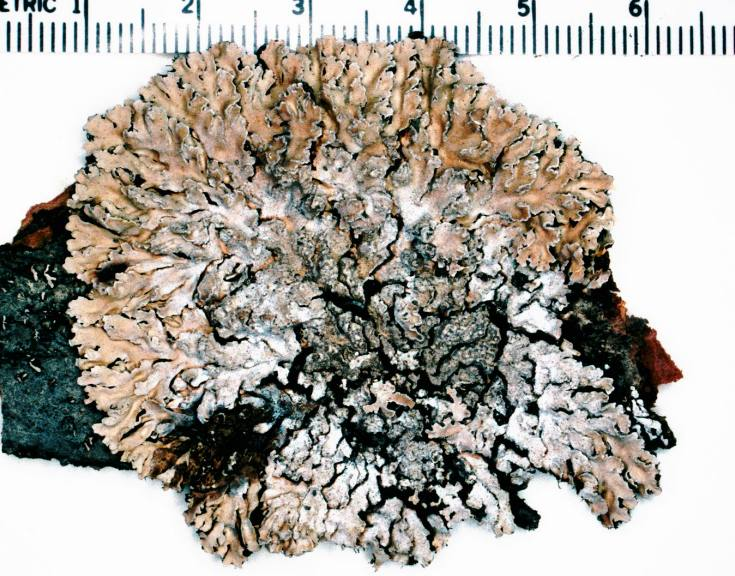
Physconia detersa
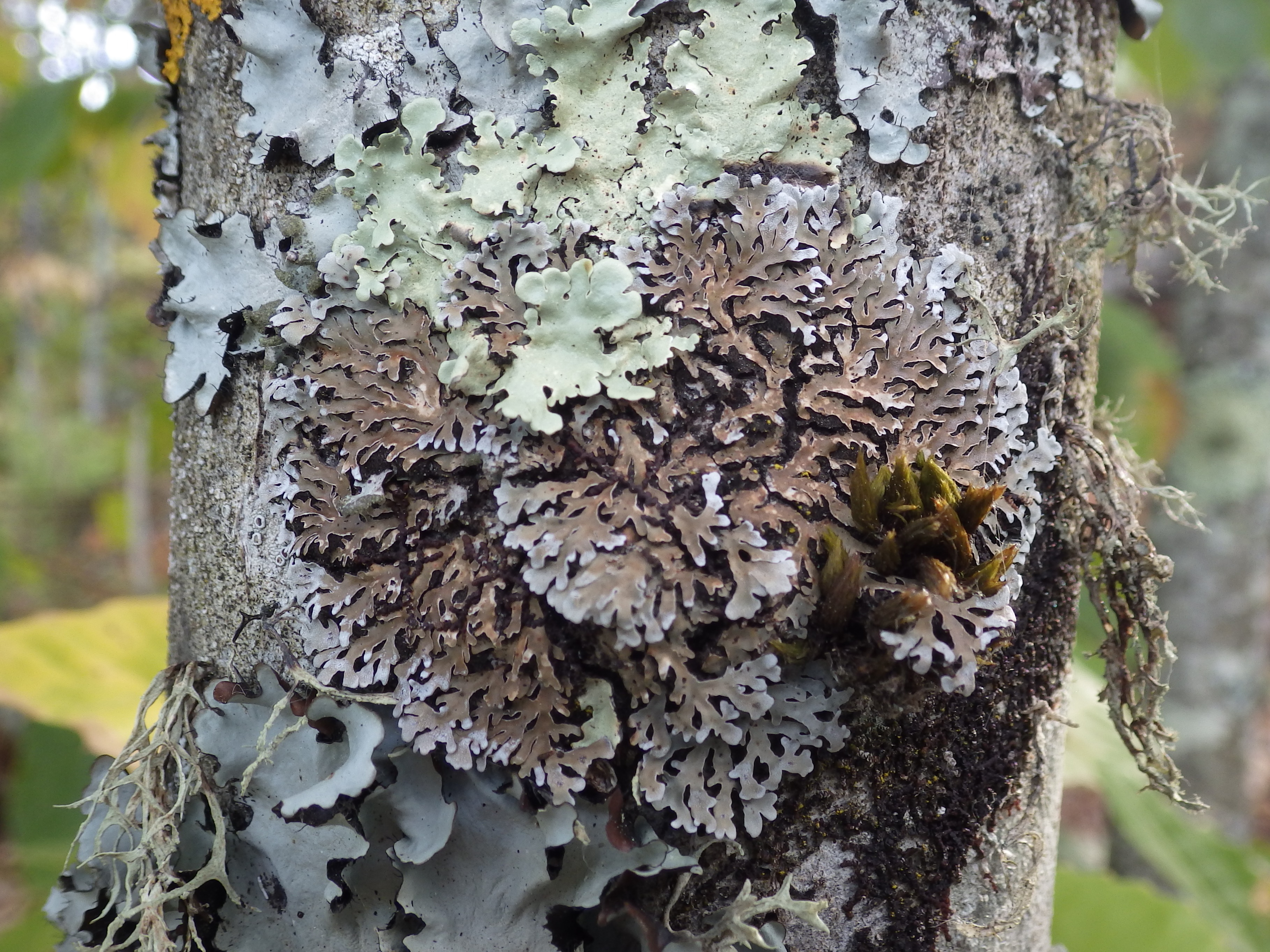
Physconia distorta
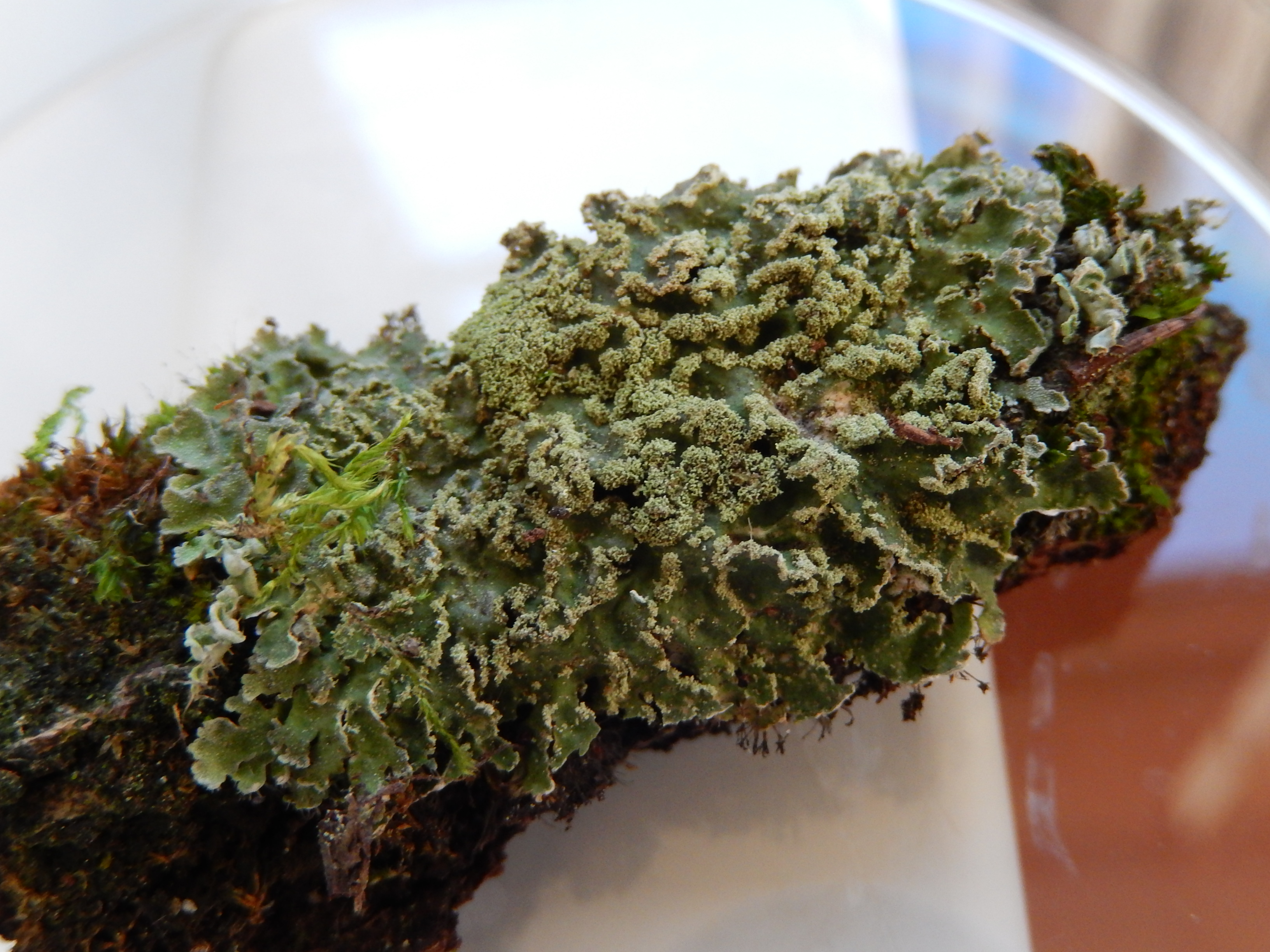
Physconia grisea